# 想變成宅女，就讓我當現充！
《想變成宅女，就讓我當現充！》是村上凛著作、繪製插畫的日本輕小說作品。日文簡稱「宅女現充（オタリア）」。第2屆Next Fantasia大獎金賞得獎作品，得獎時的標題是（著者的筆名是「塚本純之」）。2011年7月20日由富士見Fantasia文庫（富士見書房）出版第1集。繁體中文版由台灣角川代理發行，由吳端庭翻譯；简体中文版由天闻角川代理發行，湖南美术出版社出版。
2012年4月27日，由葵季むつみ改編漫畫，於《月刊Comic Alive》（Media Factory）2012年6月號開始連載。于2015年7月27日发售的《月刊Comic Alive》2015年9月号结束连载。

## 故事簡介
男主角柏田直輝因為中學時的心靈創傷，讓他決定在高中時當個隱性宅。卻在入學沒多久後就被Sweets（笑）「戀崎桃」發現。就在他煩惱自己的高中生活將會蒙上陰影的時候，戀崎桃卻提出了一個讓人瞠目結舌的提議──「你得把我改造成阿宅！」
這是一本潮女接觸宅文化所鬧出的各種趣事所構成的宅型態戀愛喜劇。

## 登場人物
聲為廣播劇CD的聲優
柏田直輝（聲：島崎信長）
男主角。藤見高中1年A班男學生。以現充藤見（ふじみ）为理想的高中生。脸也不难看，同时不追求时尚的质朴系的男生。
國小的時候是其實是體育系男孩，也很被女生歡迎。不過在國一時結識宅系朋友後成為深度宅，和周遭逐漸疏遠的柏田於是放棄打了四年的棒球。現在還遺留國小時練就的基礎，所以自己對於跑步還算有信心。
國二那年，被自己所暗戀的女同學背地裡說宅男很噁心，被人給背叛的柏田陷入無比的絕望，渾渾噩噩度過中學剩餘時期。高中後宣示要成為個隱性宅擺脫過去，但很不擅長裝扮自己同時很怕生，所以從其他人眼中，還是看得出阿宅傾向。
裝扮方面，在大失敗數次後，都會事先徵詢戀崎的意見。
入學第一天時看見毫不猶豫地幫助幼小孩童的長谷川翠，她的溫柔和美貌更令直輝對其一見鍾情，定下了一定要交到翠這個女朋友的目標。其後在偶然中被戀崎桃發現自己的宅興趣，為了不被翠發現自己的宅興趣而與桃達成「合作關係」，在教導其成為宅女的同時，亦接受桃將自己轉變為現充。之後更在無意間結識了桃的單戀對象－－鈴木爽太，知道其為宅男的事。
班上討論文化祭的舞台劇活動時，戀崎被推舉為白雪公主。為了幫助因為人際關係與當時氣氛不好推卻的戀崎，而在選角上自薦擔任白雪公主一角。
第七卷在文化祭時幫助長谷川翠與其兄長和好，於卷末向長谷川告白。
第八卷開頭向長谷川的告白遭到拒絕，意志消沉好一陣子才逐漸振作。卷末時對於櫻井小豆向自己親吻臉頰而顯得不知所措。
第九卷時向小豆提出交往，接著徹底看開與長谷川的感情，與其又回到好友的關係。
第十卷在小豆交給自己的CD中，聽到了在一個廣播節目內桃的來信，知道原來桃在文化祭後便喜歡自己，但因不想背叛與小豆的友情而忍痛支持和撮合小豆和自己。在意識到自己心裡最喜歡的還是桃後，拒絕了絆、翠、小豆等人或明或暗的告白。之後在桃生日時向其告白，在得知其因父親工作調動而需搬家至北海道後依然一次又一次地向其說出「我喜歡你」。在桃一家準備前往北海道時到達機場，之後向桃保證自己絕對不會和其他女生交往，並約定將來一定會接其回來且向其求婚。七年後在有名的出版社裡當編輯，在認為自己能獨當一面後前往位於北海道的戀崎家，並實現約定向桃求婚。
第十一卷大學篇，在長谷川的協助學習下考上偏差值高的H大學，就讀文學部。社團加入漫研社。不擅長應付女社員佐倉真彩。
第十二卷大學篇，為了賺取駕照合宿的費用開始在富士見社漫畫‧輕小說部門短期打工，直屬上司是蓮見由紀。因為不習慣工作的原因導致一次工作失誤而感到灰心並打算提早辭職，不過在看到比自己年輕的高中聲優深瀨的努力後表示會繼續堅持下去。在駕照合宿中，開始和戀崎共睡一床(並沒有更進一步行動)。十二卷尾聲時答應蓮見詢問的長期打工。
第十三卷大學篇，漫研社討論文化祭社團要拿出什麼成果時提出拍攝宅向真人電影獲得通過，工作分工上負責後製編輯。然而拍攝現場當下原男性主演川北怯場，臨時擔任起男性主演。
第十四卷大學篇，湊集資金前往北海道，在飛機上結識戀崎的大學友人黑野美咲，在其幫助下前往大學時又巧遇家族旅行中的長谷川。在戀崎面前拒絕了長谷川的告白，與戀崎重新和好。與戀崎的家人見面，很擔心自己能否在戀崎雙親尤其是父親心中留下好印象。第二天的晚上戀崎鬧脾氣企圖強行兩人在外過夜時，堅持不要讓其父母擔心。在這一天得到其父的稱許，說「認為自己女兒在與不錯的人交往」。
第十五卷大學篇，成功被自己第一志願的出版社錄取後，前往北海道向戀崎求婚(延續第十卷結局)。在婚宴中偕同好友鈴木演唱自編歌曲。
戀崎桃（聲：山本希望）
女主角。藤見高中1年A班女學生。与直輝和翠同班。
家里相当有钱，是住豪宅的大小姐，穿著打扮為辣妹風格，不過柏田認為戀崎更適合淡妝。
因先前就讀女校而缺乏與男生交往的經驗，有男性恐懼症。在故事中後期有所改善，但依然不是很擅長和男生相處，唯獨與柏田相處時可以非常自然。
暗戀鈴木，因此想配合其興趣成為宅女，意外發現男主角柏田直輝有著此類興趣而與他達成「讓我成為宅女，我就教你怎樣變成現充」的協議的合作關係。
為了結識宅女朋友而在前往漫研社時認識了櫻井小豆並與其成為好友。
在柏田與紫小姐的協助下，參與Sunshine Create祭，推出自己撰寫的《笨拙甜心》同人小說。雖然賣得並不理想，但戀崎本人還是表示很開心。
在文化祭後意識到自己對於柏田的情感並非友情而是愛情，但基於不想破壞與小豆的關係而沒有表現出來，反倒積極撮合兩人。替柏田辦生日派對時，也謊稱主辦人是小豆。
第十卷全家要搬到北海道時才坦承自己的感情，於機場時親吻柏田並要柏田別讓自己擔心，從此開始遠距離戀愛。多年後成為暢銷的女性作家。
第十一卷大學篇中，以成為小說家而努力，寫的故事都會發給柏田要求感想與意見。與柏田的遠距離戀愛多少存有不安，擔心柏田會變心。對自己的身材不太自信，因柏田沒對自己有更進一步行動而懷疑自己沒有魅力，後來在聽到柏田的真誠告白後釋然。
第十二卷大學篇，與柏田一同參加駕照合宿，兩人關係進展到能共睡一床(並沒有更進一步行動)。
第十三卷大學篇，結尾在看了柏田所屬漫研社團的真人電影，長谷川對柏田的告白後出現明顯動搖。
第十四卷大學篇，和特地趕來北海道見自己的柏田和好。第二天兩人約會時企圖強行在外過夜，在柏田的堅持下沒能成功。第三天在大學的烤肉大會中與長谷川互訴內心話，兩人成為了好友，對其稱呼從長谷川同學改為小翠。
第十五卷大學篇，正式開始小說家生涯，但前次小說作品反響並不熱烈而陷入困擾。接受柏田的建議後，開始寫宅系男主的愛情小說，獲得編輯肯定。接受柏田的求婚，在結婚典禮上改稱柏田為直輝，並要其以桃稱呼自己。
長谷川翠（聲：齋藤千和）
藤見高中1年A班女學生。文靜少言的女生，擔任班長，但與班上同學幾乎沒有交流。
各科成績都非常優秀，體育也擅長，可謂文武雙全，但是在繪畫方面非常差勁。
沉默寡言的背後，意外地喜歡看搞笑節目。對自己認為重要的人會展現出真性情(毒舌)
國小以前都有接觸宅文化，但是在一次不小心看到其兄的成人同人本後，開始和哥哥疏遠。並且在兩人父母離婚後，認為是害哥哥認識宅文化，從而讓父母吵架的自己的錯，事後斷絕接觸一切宅文化。文化祭時，在柏田的協助下和哥哥和解。
第七卷末被柏田告白。第八卷開頭，沒整理好思緒而不知所措的長谷川當下婉轉拒絕了柏田的告白。在柏田因為尷尬而不自主拉開彼此距離時，開始感到寂寞。第九卷時得知柏田有交往對象後，明顯出現動搖。
第十卷時向柏田坦言，自己當時聽到告白時還未了解戀愛是什麼，但與柏田疏遠的那一陣子自己終於意識到自己對柏田的感情是愛情。兩人的關係又回到了好友關係。從這時開始，長谷川對於柏田的不恰當的言行舉止也變得嚴厲苛刻，宛若對最親的摯友一樣。
第十一卷大學篇，教導柏田學習，兩人一起考上H大學，長谷川選擇就讀法學部。社團同柏田加入漫研社外，還有加入搞笑社。
第十三卷大學篇，在漫研社決定拍攝宅向真人電影後擔任腳本，並找柏田幫忙提出建議。期間讓柏田得知自己很黏哥哥山本，在知道哥哥結婚後一度鬧彆扭。社團拍攝期間，由於女性主演的佐倉不小心腳受傷，臨時擔任起女性主演。
第十四卷大學篇，因為宅向真人電影的告白場景讓戀崎產生動搖，為此藉由家族旅行北海道時打算去見戀崎進行說明，恰巧遇見同樣要來見戀崎的柏田。在戀崎面前對柏田告白，事後解釋是激將鬧彆扭的二人，不過也獨自低語「被同樣的人拒絕了兩次」。柏田待在北海道的最後一天，烤肉大會中與戀崎兩人互訴內心話，表示自己是真的仍喜歡著柏田，也數度後悔高一時拒絕柏田告白這件事情，但明白柏田與戀崎的羈絆堅定，選擇祝福兩人。與戀崎成為好友，對其的稱呼由戀崎同學改為桃同學。
鈴木爽太（聲：岸尾大輔）
藤見高中1年B班男學生。外表是個開朗帥氣的陽光男孩，事實上是個毫不掩飾自己興趣的宅男。
戀崎暗戀的對象。為了能了解鈴木的興趣，戀崎與柏田達成合作關係。
稱呼直輝為「小柏」，因為柏田是自己唯一的宅友，除此之外的朋友全都是現充，沒人能和自己聊宅話題，所以非常珍惜，也因此常被身為腐女的姐姐以此捉弄。
在學校的輕音社擔任男主唱，音樂方面的造詣很高，文化祭時曾獻唱自創歌曲。
過去似乎有一段不願多談的隱情，導致鈴木在高中完全放棄三次元，只把感情寄託於二次元。第十卷時得知，鈴木之前曾經談過一場感情，但在得知自己的女朋友和許多人有著複雜關係後，對於三次元幻滅。
第十一卷大學篇中，選擇就讀偏差值一般的學校，努力朝音樂人的夢想努力中。在一次高中比賽裡雖然沒有得獎，不過得到了一間音樂公司一定程度的注意。雖然沒有與其簽約，但會偶爾去看鈴木他們的表演。
第十五卷大學篇，因為柏田與戀崎遠距離戀愛長年下來感情穩固，開始漸漸走出過去陰霾，試著重新接受三次元的女性。與過去的女友渡邊彩和好，並與在女僕咖啡廳認識的女僕開始交往。正式以音樂人身分出道，並在柏田與戀崎的婚禮上協助演出柏田的自編歌曲，親自為其譜曲。
櫻井小豆（聲：福圓美里）
藤見高中1年D班女學生。喜好cosplay，同時也是腐女。沒有扮裝時相貌不起眼，但擁有巨乳。
漫研社的一員。中學時也加入漫研社，但男社員都會藉故性騷擾所以開始害怕宅男，也因此和社員間產生了隔閡。事後退出漫研社。
起初對柏田的態度顯得冷淡、害怕，不過在看到柏田盡心盡力地幫助戀崎的cosplay後開始有所改觀；在柏田阻止攝影師拍讓人難為情的照片，保護自己後，開始對柏田產生好感。
曾經以為柏田喜歡戀崎。事後從戀崎口中得知兩人協議的合作關係後，積極地試圖拉近與柏田的距離。第八卷末生日派對結束後親吻柏田的臉頰，於第九卷和柏田交往。
在得知生日派對時戀崎謊稱主辦人是自己時，意識到戀崎的心情。基於只有自己幸福但好友卻無法幸福而陷入深深罪惡感的小豆，開始不再和柏田見面。這段時間重新整理自己的心情，並燒錄CD把戀崎的心情還有自己的想法告知柏田，要求柏田思考後給自己答案。重新向其告白後，被柏田哭著下跪拒絕了。事後逐漸放下這段感情的兩人，重新回到好友關係。
料理手藝很差，不過在努力練習後已經有不錯的水平。據本人而言是交往期間為了柏田而不斷努力練習的成果。
分歧路線的小豆END中，與柏田在最後互相告白，順利成為情侶。
大學篇中，雖然就讀不同學校，但多次協助柏田所屬的漫研社活動，因此與社員們關係不錯。
紫小姐（聲：原田瞳）
本名狹川紫，同人誌作家，就讀大學二年級。與戀崎桃在同人誌販售會時認識。
舉止時常表現得嫵媚、性感，好似很會應付男性，不過其友人永瀨表示，紫其實是完全不懂得怎麼跟男人相處的低調喪女。
似乎對柏田有好感，但因為已經有戀崎桃與櫻井小豆的存在，認為自己沒有那個位置，所以沒有明確表示過自己感情，即使有所表現，也是藉由醉態亦或者惡作劇來掩飾。
柏田明（聲：丹下櫻）
柏田直輝的妹妹，就讀中學一年級，處於叛逆期，常對哥哥發脾氣，也是腐女。
是個兄控，不過本人堅決否認。很在意柏田與女性方面的人際關係。
戀崎柚子
戀崎桃的妹妹，5歲。與直輝在遊樂園初次見面，對於和姐姐走得很近的直輝感到嫉妒，因此起初討厭直輝，但看到直輝幫助姐姐趕走搭訕的人之後，對直輝的態度變得友好，並稱直輝是自己的男朋友。
永瀨志乃
擔任紫同人誌的販售員，把長髮綁成麻花辮。
二階堂杏奈
第6卷登場。紫在高中時代的學姐。也是同人作家，對紫抱持勁敵意識。
對戀崎有時會以筆名桃阪茱麗葉稱呼。
第十一卷大學生篇得知，和柏田和長谷川一樣就讀H大學也是漫研社成員。現在因為就讀研究所並且參與就職活動，所以不常在社團露面。
第十二卷大學篇，受了動研社社長愛島挑釁，使雙方社團在夏季COMI展開了競賽漫畫銷售的事件。
在H大社團中被現任社長稱呼為大姐頭。
渡邊 彩
柏田打工的KTV員工。
舉止刻意為之的可愛，自稱為「小彩」。會裝熟、撒嬌，但面對柏田幾乎都保持沉默，工作期間也會玩手機。
在柏田與小豆交往後，主動向柏田攀談，一眼就猜出小豆是其女友。以此為開端，開始會和柏田聊天，讓柏田對她的印象稍有改觀。
與柏田中學暗戀對象的及川熟絡。
第十卷得知就是讓鈴木對三次元絕望的關鍵人。男女關係十分複雜，和多名男性發生過關係，但本人宣稱自己還是愛著鈴木。
第十五卷大學篇，在KTV工作聚會中得知已和鈴木和好。
及川 絆
柏田中學時期暗戀的對象。
主動向與人疏遠的柏田搭話，久而久之讓柏田開始期待與其說話。
某一天柏田聽到女生們的悄悄話，聽到及川被問到是不是喜歡自己時斷然否定，認為自己被背叛的柏田就此與及川疏遠，一直到畢業。
高中後一次KTV聯誼活動中被好友渡邊彩找來，意外與柏田再見。對於柏田的改變感到意外，之後積極地找機會與柏田說話。
在兩人談論中學時的事情時，提到自己雖然被問是不是喜歡柏田時予以否定，但或許當時是喜歡柏田的。也因為這次相談，化解了兩人過去的遺憾與誤解。
得知柏田有女朋友後，表現出明顯的失望。
佐倉真彩
H大學漫研社社員。喜好帶有強烈公主氣息的裝扮，外表光鮮亮麗且開朗。
在社團內受到絕大多數男性追捧，因此對於沒如此做的柏田有些注意。在得知柏田不介意女性是腐女後，開始積極地接近柏田，甚至在明知柏田有交往對象的情況，依然用短信表示「不會放棄」。
是一名腐女，也有進行同人創作。高中時沒有掩飾腐興趣而被疏遠，因此大學後極力掩飾自己的腐女身份。
第十二卷大學篇，在其腐女身份被社團成員知曉後大受打擊，不再來到社團並打算退出。在柏田與長谷川登門拜訪，並從柏田口中得知不反感腐女以及親眼看到小豆所創作的柏田X鈴木本後重新回到社團，此後對於柏田的好感更趨明顯。
蓮見由紀
第十二卷大學篇登場。任職富士見社漫畫‧輕小說部，柏田直輝短期打工的直屬上司。
為人嚴厲認真，對自己以及他人都有嚴格要求，其手下打工的人多半未任滿就辭職。
人其實不壞，認為柏田雖然有些粗心，但肯定他的毅力。
深瀨愛
第十二卷大學篇登場。高中新人聲優。
由於就讀女校，因此不太擅長應付男性。年齡相近的柏田成為她在職場少數能說話的男性。
第十四卷大學篇，工作因素需要一名一日專屬經紀人時指名希望是由柏田來擔任。兩人一同逛秋葉原，談話中得知了柏田有女朋友。由於後期錄音告尾聲，連繫兩人的這份工作即將結束而表示會感到有些寂寞。期望能繼續好好相處，兩人交換了彼此的LINE。

## 出版書籍

### 輕小說
| 集數   | 富士見書房     | 富士見書房             | 台灣角川       | 台灣角川               | 天闻角川     | 天闻角川               |
| 集數   | 初版發售日期   | ISBN                   | 初版發售日期   | ISBN                   | 初版發售日期 | ISBN                   |
| ------ | -------------- | ---------------------- | -------------- | ---------------------- | ------------ | ---------------------- |
| 1      | 2011年7月20日  | ISBN 978-4-8291-3664-5 | 2012年7月18日  | ISBN 978-9-8628-7806-4 | 2013年9月5日 | ISBN 978-7-5356-6459-4 |
| 2      | 2011年11月19日 | ISBN 978-4-8291-3707-9 | 2012年11月7日  | ISBN 978-986-325-028-9 |              |                        |
| 3      | 2012年3月17日  | ISBN 978-4-8291-3746-8 | 2013年3月21日  | ISBN 978-986-325-253-5 |              |                        |
| 4      | 2012年6月20日  | ISBN 978-4-8291-3775-8 | 2013年7月13日  | ISBN 978-986-325-493-5 |              |                        |
| 5      | 2012年10月20日 | ISBN 978-4-8291-3817-5 | 2013年10月15日 | ISBN 978-986-325-640-3 |              |                        |
| 6      | 2013年2月10日  | ISBN 978-4-8291-3864-9 | 2014年2月14日  | ISBN 978-986-325-808-7 |              |                        |
| 7      | 2013年6月20日  | ISBN 978-4-8291-3904-2 | 2014年6月14日  | ISBN 978-986-325-984-8 |              |                        |
| 8      | 2013年10月19日 | ISBN 978-4-04-712922-1 | 2014年11月20日 | ISBN 978-986-366-212-9 |              |                        |
| 9      | 2014年2月20日  | ISBN 978-4-04-070040-3 | 2015年3月14日  | ISBN 978-986-366-382-9 |              |                        |
| 短篇集 | 2014年7月19日  | ISBN 978-4-0407-0230-8 | 2015年7月16日  | ISBN 978-986-366-594-6 |              |                        |
| 10     | 2014年10月20日 | ISBN 978-4-04-070152-3 | 2015年11月16日 | ISBN 978-986-366-797-1 |              |                        |
| 大學篇 |                |                        |                |                        |              |                        |
| 11     | 2015年2月20日  | ISBN 978-4-0407-0476-0 | 2016年1月30日  | ISBN 978-986-366-955-5 |              |                        |
| 12     | 2015年7月18日  | ISBN 978-4-0407-0477-7 | 2016年10月28日 | ISBN 978-986-473-324-8 |              |                        |
| 13     | 2015年11月20日 | ISBN 978-4-04-070738-9 | 2018年9月6日   | ISBN 978-986-564-407-9 |              |                        |
| 14     | 2016年3月19日  | ISBN 978-4-04-070739-6 | 2018年9月6日   | ISBN 978-986-564-408-6 |              |                        |
| 15     | 2016年8月20日  | ISBN 978-4-04-070999-4 | 2018年9月6日   | ISBN 978-986-564-409-3 |              |                        |

### 漫畫
| 集數 | Media Factory  | Media Factory          | 尖端出版       | 尖端出版          |
| 集數 | 初版發售日期   | ISBN                   | 初版發售日期   | ISBN              |
| ---- | -------------- | ---------------------- | -------------- | ----------------- |
| 1    | 2012年10月23日 | ISBN 978-4-8401-4738-5 | 2013年10月7日  | EAN 4717702257026 |
| 2    | 2013年4月23日  | ISBN 978-4-8401-5048-4 | 2014年2月19日  | EAN 4717702258672 |
| 3    | 2013年10月23日 | ISBN 978-4-8401-5337-9 | 2014年6月13日  | EAN 4717702259938 |
| 4    | 2014年3月22日  | ISBN 978-4-04-066501-6 | 2014年11月14日 | EAN 4717702263973 |
| 5    | 2014年10月23日 | ISBN 978-4-04-066896-3 |                |                   |
| 6    | 2015年2月23日  | ISBN 978-4-04-067262-5 |                |                   |
| 7    | 2015年8月22日  | ISBN 978-4-04-067573-2 |                |                   |

## 广播剧
2013年10月18日，虎之穴发售了第一卷广播剧CD。2014年10月18日，发售了第二卷。

## 外部連結
- ラノベ「おまえをオタクにしてやるから、俺をリア充にしてくれ！」「正しいアクのすくい方」が発売に （页面存档备份，存于）（日語）
- 物語から垣間見える居心地の悪い教室 （页面存档备份，存于）（日語）
- 「おまえをオタクにして(略)」のドラマCD化が決定、キャストも発表 （页面存档备份，存于）（日語）
- 富士見書房 | 想變成宅女，就讓我當現充（日語）
- 想變成宅女，就讓我當現充: 村上凛|角川書店・角川グループ （页面存档备份，存于）（日語）
- 「宅女現充」公式的X（前Twitter）